# 甘肃张掖国家地质公园
甘肃张掖国家地质公园又稱张掖世界地质公园、张掖七彩丹霞景区、张掖七彩丹霞旅游景区，位于中国甘肃省张掖市，规划面积322平方（124平方英里），為國家5A級旅遊景區。2012年4月，“甘肃张掖丹霞地质公园”国家地质公园（建设）资格被国土资源部批准。2016年6月，经实地验收，国土资源部同意命名该处为“甘肃张掖国家地质公园”。 这里曾因其色彩斑斓的岩石地貌而被中国多家媒体选为中国最美地貌之一，于2008年1月被甘肃省人民政府批准为省级“肃南－临泽丹霞地貌风景名胜区”。
2020年1月7日，张掖七彩丹霞旅游景区升級為国家5A级旅游景区。2020年7月7日，在法国巴黎召开的联合国教科文组织执行局第209次会议，中国推荐申报的湖南湘西、甘肃张掖地质公园正式获批联合国教科文组织“世界地质公园”称号。

## 地理位置
该公园位于祁连山北麓，临泽县和肃南县境内。两县均在甘肃省地级市张掖统辖范围内。丹霞地貌主要分布在康乐乡和白银乡地段。
临泽丹霞景区是公园的核心区域，距张掖市区以西30（19英里），临泽县城以南20（12英里）。这是整个公园发展最为完善，游客人数最多的一个景区。 第二大景区冰沟位于梨园河北岸，于2014年8月3日正式揭牌。 冰沟占地总面积为300平方（120平方英里），海拔1500-2500米。 第三大景区肃南丹霞景区位于甘肃省临泽县。

## 景观特征
张掖丹霞因其与众不同的岩石色彩而举世闻名。这些岩石光滑而险峻，高数百米，是砂岩和其他矿物经过2400万年的沉淀堆积而成。这种夹层蛋糕般的效果与构成喜马拉雅山脉的地壳板块运动有关。经过长年累月的风吹雨淋，最终才被雕琢成了如今这番奇特景象，或形似塔，或貌似柱，或沟壑纵横，色彩斑斓，形态各异。

## 形成原因
红层地貌中所谓“红层”是指在中生代侏罗纪至新生代第三纪沉积形成的红色岩系,一般称为“红色砂砾岩”.水平构造地貌指由铲状水平或近于水平的第三纪厚层红色砂砾岩为主组成的平坦高地,受强烈侵蚀分割、溶蚀和重力崩塌等综合作用而造成平顶、陡崖、孤立突出的塔状地形。
丹霞地貌发育始于第三纪晚期的喜马拉雅造山运动.这次运动使部分红色地层发生倾斜和舒缓褶曲，并使红色盆地抬升，形成外流区。流水向盆地中部低洼处集中，沿岩层垂直节理进行侵蚀，形成两壁直立的深沟，称为巷谷。巷谷崖麓的崩积物在流水不能全部搬走时，形成坡度较缓的崩积锥。随着沟壁的崩塌后退，崩积锥不断向上增长，覆盖基岩面的范围也不断扩大，崩积锥下部基岩形成一个和崩积锥倾斜方向一致的缓坡。崖面的崩塌后退还使山顶面范围逐渐缩小，形成堡状残峰、石墙或石柱等地貌。随着进一步的侵蚀，残峰、石墙和石柱也将消失，形成缓坡丘陵。在红色砂砾岩层中有不少石灰岩砾石和碳酸钙胶结物，碳酸钙被水溶解后常形成一些溶沟、石芽和溶洞,或者形成薄层的钙化沉积，甚至发育有石钟乳。沿节理交汇处还发育漏斗.在砂岩中,因有交错层理所形成锦绣般的地形,称为锦石。河流深切的岩层，可形成顶部平齐、四壁陡峭的方山，或被切割成各种各样的奇峰，有直立的、堡垒状的、宝塔状的等.在岩层倾角较大的地区，则侵蚀形成起伏如龙的单斜山脊；多个单斜山脊相邻,称为单斜峰群。岩层沿垂直节理发生大面积崩塌,则形成高大、壮观的陡崖坡；陡崖坡沿某组主要节理的走向发育，形成高大的石墙；石墙的蚀穿形成石窗；石窗进一步扩大，变成石桥。各岩块之间常形成狭陡的巷谷，其岩壁因红色而名为“赤壁”,壁上常发育有沿层面的岩洞。

## 媒体和旅游
2005年，34家主流媒体记者联合票选张掖丹霞为中国最美丹霞地貌景区。2009年，《中国国家地理》杂志将张掖丹霞评选为中国“中国最美的6处奇异地貌”之一。 该地区也成了张掖最著名的旅游景区。一系列木板道和道路也在这里应运而生，以便游客探索岩石奇观。 2014年，政府投资1亿元用以改善冰沟区的设施建设。

## 景觀圖集

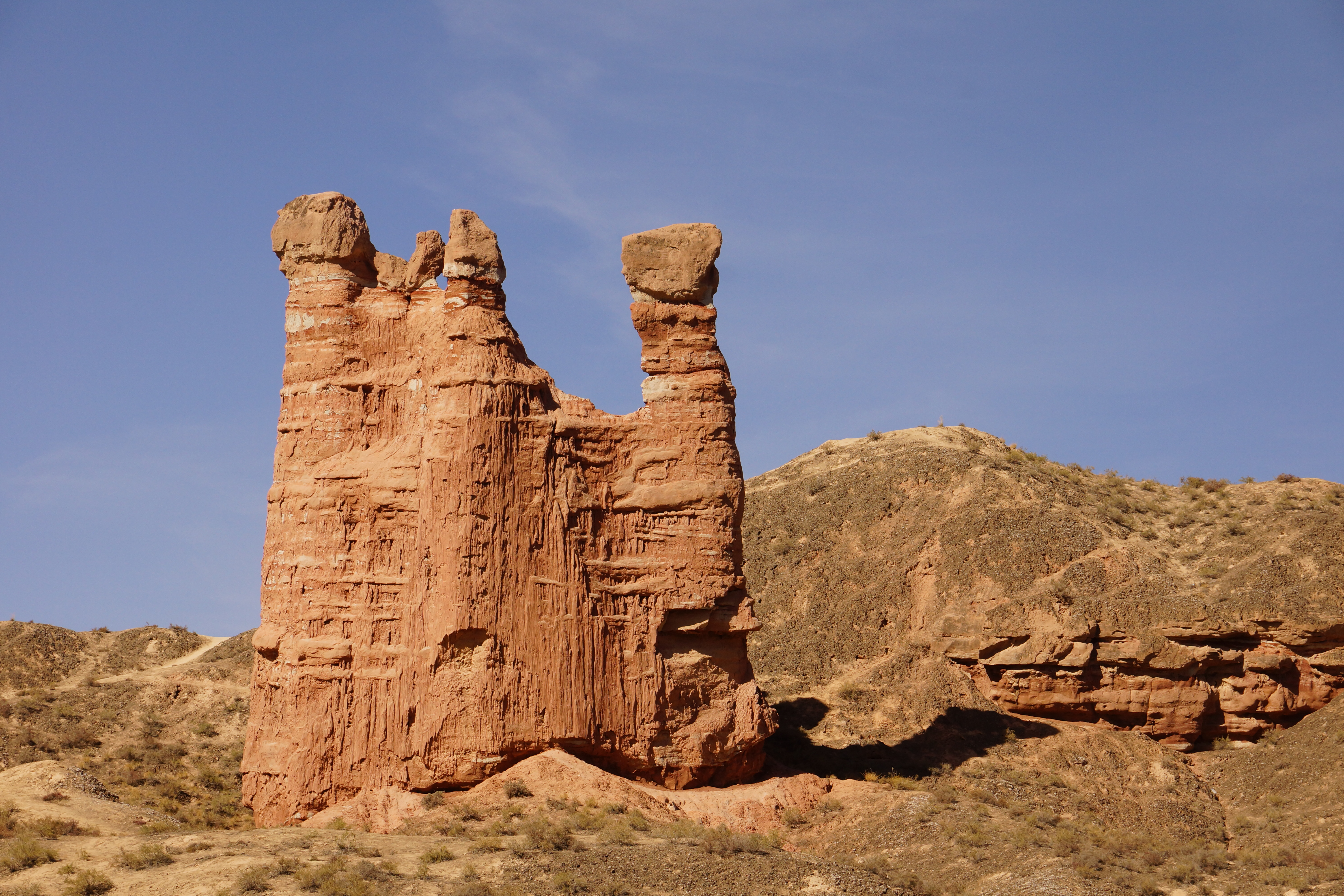
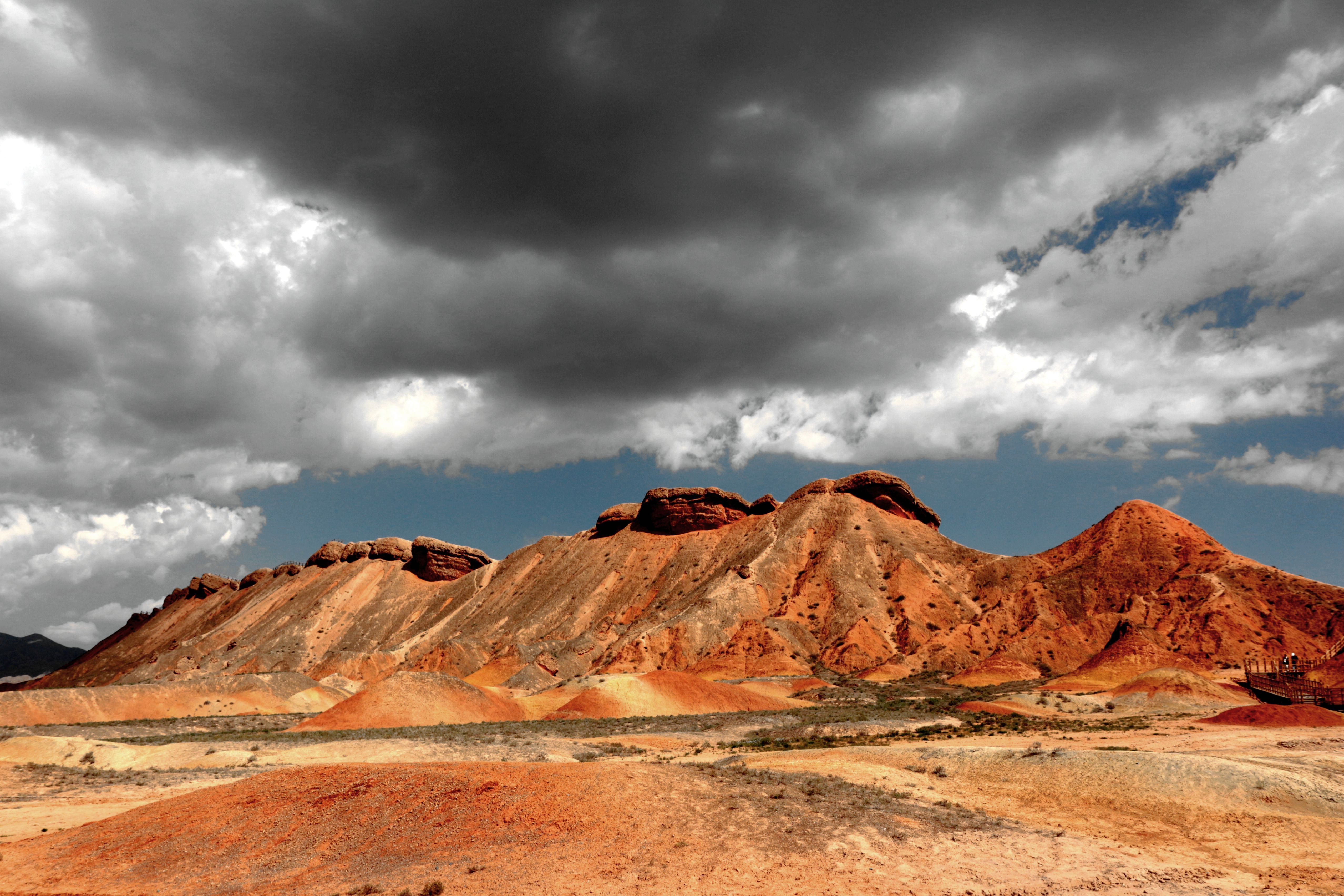
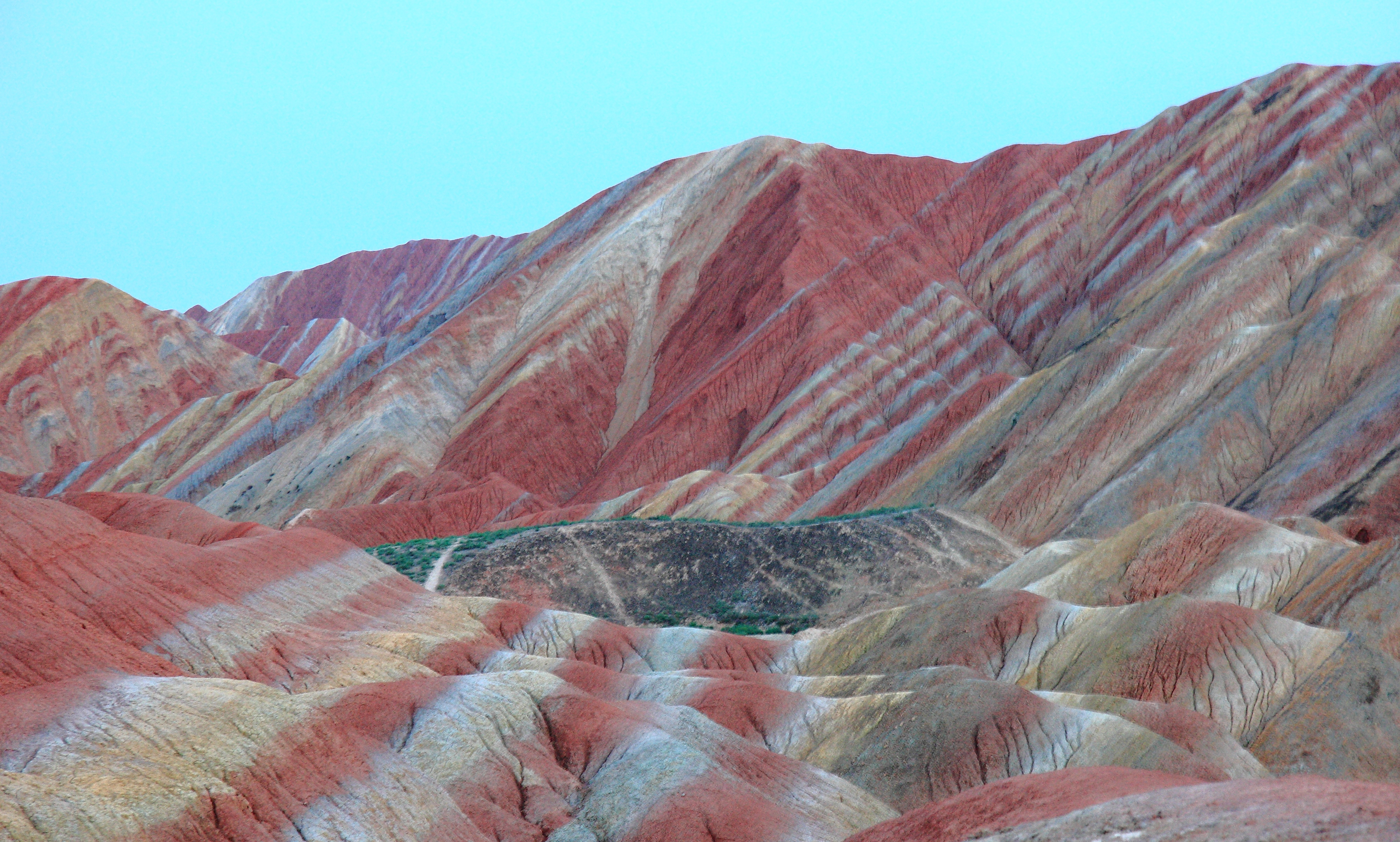
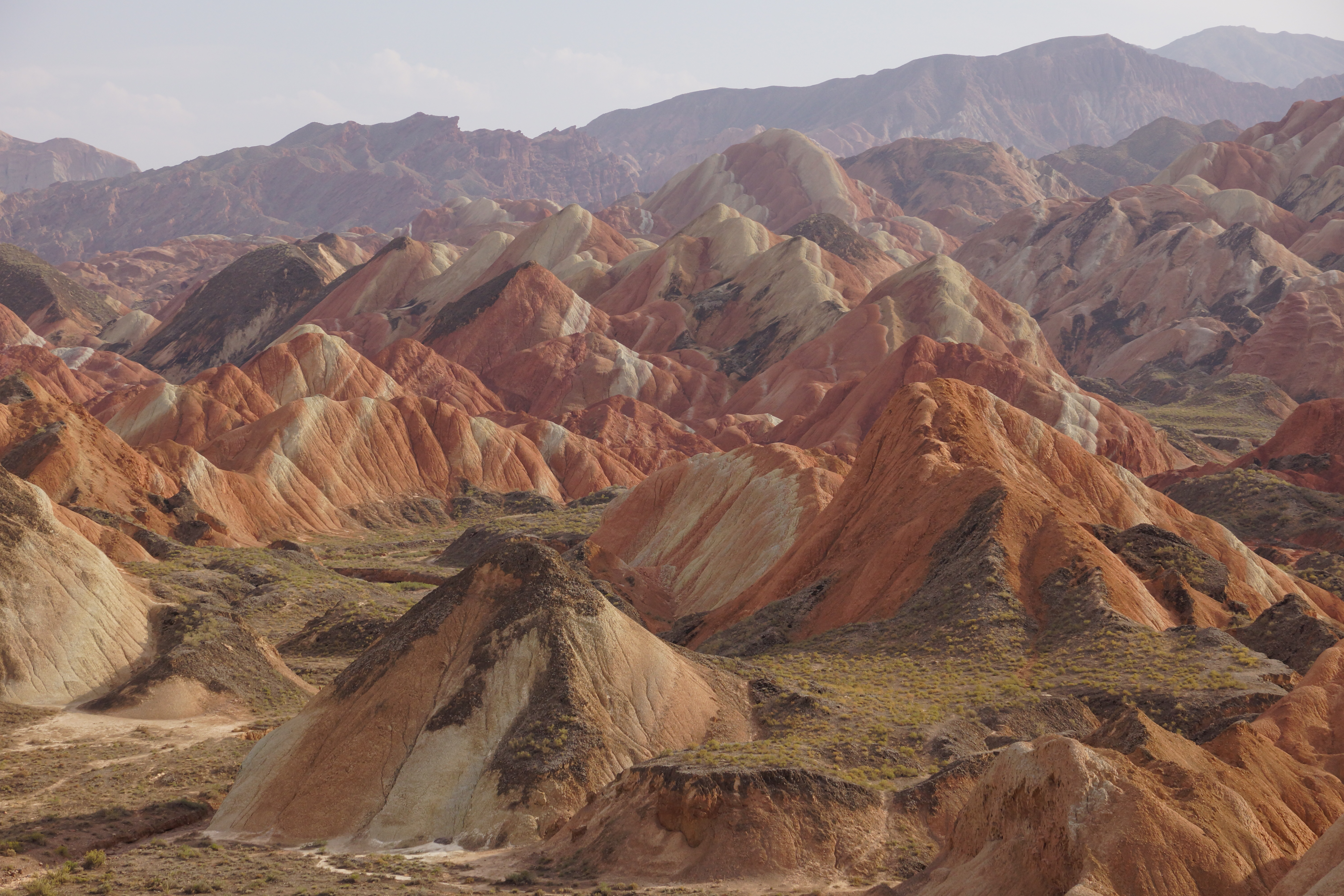
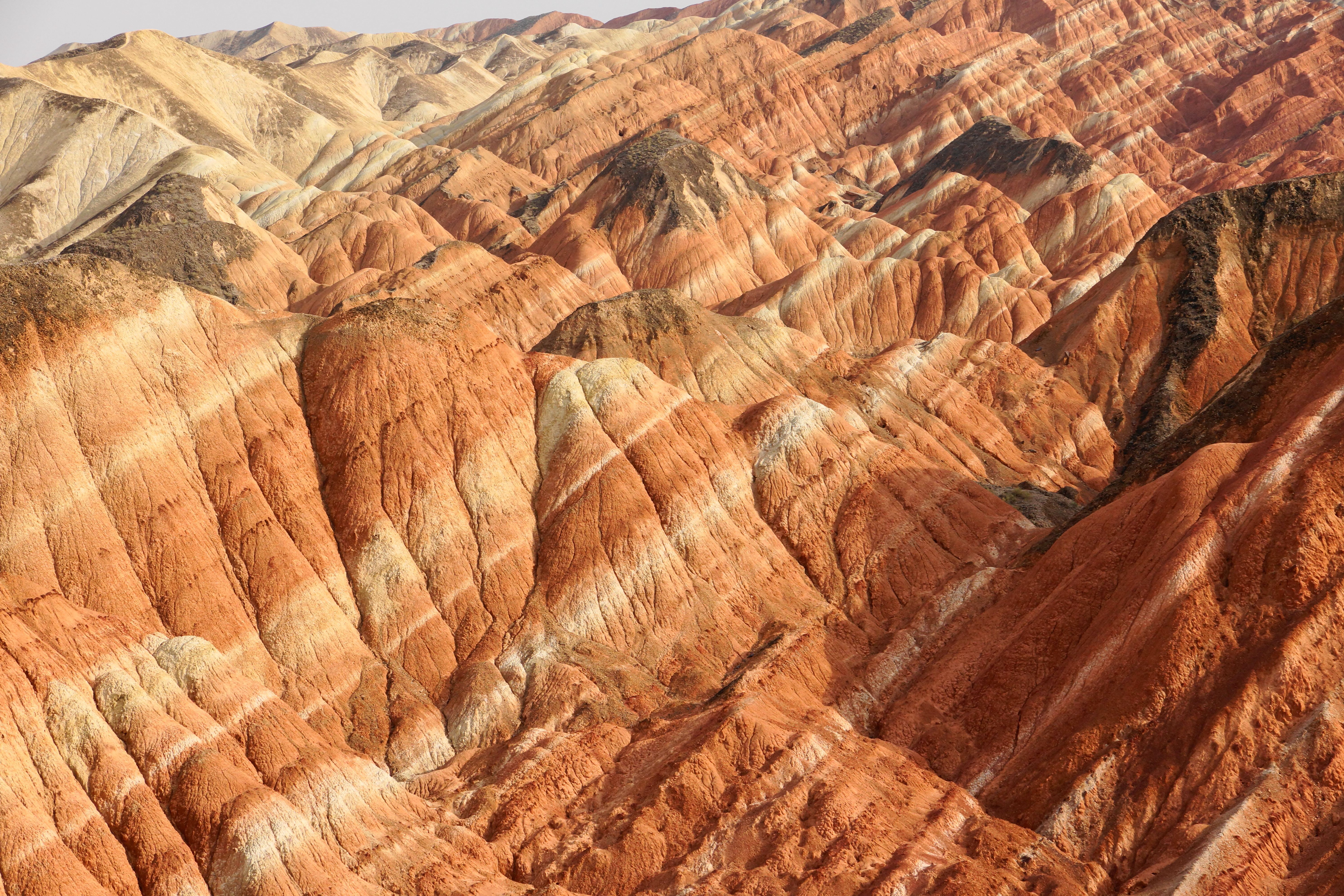